# Diecezja Afryki

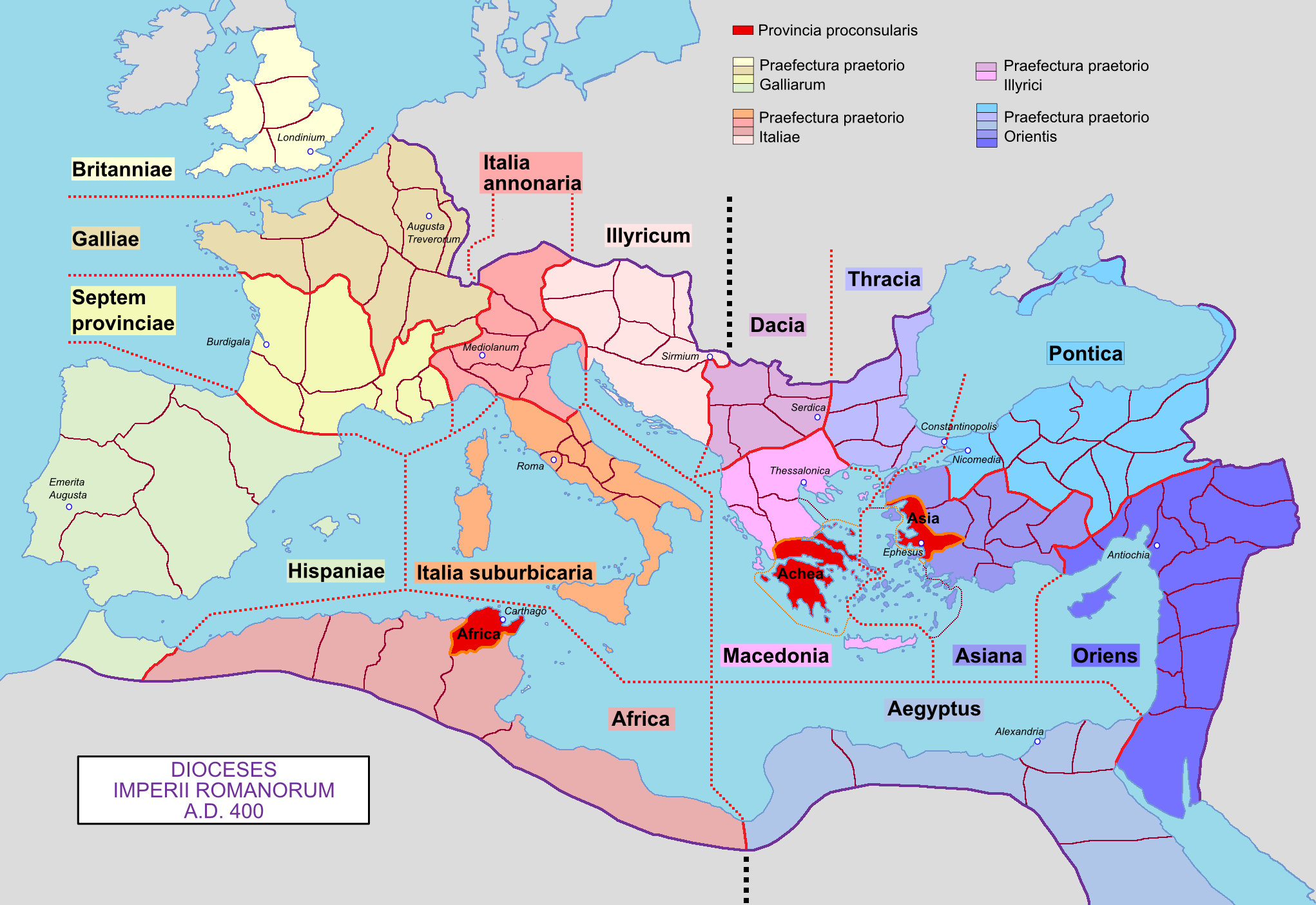
Podział administracyjny imperium rzymskiego w 400 r. n.e.

Diecezja Afryki (łac. Dioecesis Africae) – w Cesarstwie Rzymska jednostka administracyjna  ze stolicą w Carthago (Kartaginie), część prefektury Italii. Dzieliła się na prowincje.
Diecezja obejmowała północną Afrykę, z wyjątkiem prowincji Mauretania Tingitana.
Została ustanowiona po reformach Dioklecjana i Konstantyna około 314 roku n.e. W początkach V wieku do Afryki wtargnęli Wandalowie, którzy w 432 zajęli terytorium diecezji i ustanowili Kartaginę stolicą swego królestwa. Po wojnie z Bizancjum państwo wandalskie zostało w 532 zniszczone. Cesarz Justynian odtworzył wówczas rzymską administrację w Afryce tworząc prefekturę Afryki.